# Biatlon op de Olympische Winterspelen 2006 - Sprint mannen
De 10 kilometer sprint mannen tijdens de Olympische Winterspelen 2006 vond plaats op dinsdag 14 februari 2006. De beste 60 biatleten kwalificeerden zich voor de achtervolging op zaterdag 18 februari.
In de sprint waren er veel favorieten. De wedstrijd was daarmee spannend en lang niet alle favorieten konden de druk aan. Een enkele schietfout was vaak al fataal en met twee schietfouten was men al meteen kansloos voor eremetaal omdat er per misser een strafronde gelopen diende te worden.
Olympisch kampioen op de individuele afstand Michael Greis maakte al bij zijn eerste schietbeurt twee fouten. Ole Einar Bjørndalen had er één bij de eerste en twee bij de tweede schietbeurt. Ook mannen als Ricco Groß, Raphaël Poirée en Alexander Wolf faalden en kwamen niet op het podium terecht.
Twee mannen bleven geheel foutloos en eisten dan ook de eerste twee plaatsen voor zich op. Het beste langlaufwerk kwam van Sven Fischer die daarmee het goud wegkaapte voor Halvard Hanevold. De zilveren medaille van Hanevold was zijn tweede op deze Olympische Spelen. De in Rotterdam geboren Noor Frode Andresen ging eenmaal in de fout, maar bleek de beste langlaufer van alle biatleten die één misser maakten, wat goed genoeg was voor het brons.
| Titelverdediger | Ole Einar Bjørndalen | Noorwegen |
| --------------- | -------------------- | --------- |

## Uitslag
| Rang   | Naam                 | Land       | Tijd     |
| ------ | -------------------- | ---------- | -------- |
| Goud   | Sven Fischer         | Duitsland  | 26:11.6  |
| Zilver | Halvard Hanevold     | Noorwegen  | + 8.2    |
| Brons  | Frode Andresen       | Noorwegen  | + 19.7   |
| 4      | Wolfgang Perner      | Oostenrijk | + 40.0   |
| 5      | Vincent Defrasne     | Frankrijk  | + 42.6   |
| 6      | Ivan Tsjerezov       | Rusland    | + 57.4   |
| 7      | Ricco Groß           | Duitsland  | + 1:03.5 |
| 8      | Mattias Jr. Nilsson  | Zweden     | + 1:06.9 |
| 9      | Raphaël Poirée       | Frankrijk  | + 1:07.4 |
| 10     | Maxim Tchoudov       | Rusland    | + 1:08.9 |
| 11     | Zdeněk Vítek         | Tsjechië   | + 1:12.8 |
| 12     | Ole Einar Bjørndalen | Noorwegen  | + 1:13.9 |
| 13     | Ilmars Bricis        | Letland    | + 1:15.3 |
| 14     | Björn Ferry          | Zweden     | + 1:19.5 |
| 15     | Alexander Wolf       | Duitsland  | + 1:22.9 |